# Russula decolorans
Russula decolorans es una especie de hongo basidiomiceto de la familia Russulaceae.

## Características
El sombrero (píleo) es convexo, aplanado cuando madura y hundido en el centro, puede medir hasta 10 cm de diámetro, su color es rojo ladrillo, el estipe es cilíndrico, firme y recto, de color blanquecino y  puede  tener un grosor de 2 cm. Se encuentra en lugares húmedos de los bosques de coníferas.

## Comestibilidad
Es una seta comestible de suave sabor.